# Cosmesus
Cosmesus là một chi bọ cánh cứng trong họ 
Elateridae.
Chi này được miêu tả khoa học năm 1829 bởi Eschscholtz.

## Các loài
Các loài trong chi này gồm:
- Cosmesus adrastoides Schwarz, 1900
- Cosmesus ambiguus (Schwarz, 1900)
- Cosmesus annulatus Schwarz, 1900
- Cosmesus apicalis Schwarz, 1900
- Cosmesus apicatus Candèze, 1863
- Cosmesus ater Steinheil, 1875
- Cosmesus atomus Schwarz, 1904
- Cosmesus bilineatus Eschscholtz, 1829
- Cosmesus bimaculatus Schwarz, 1900
- Cosmesus bizonatus Candèze, 1893
- Cosmesus boliviensis Candèze, 1897
- Cosmesus bonariensis (Boheman, 1859)
- Cosmesus brevis Candèze, 1863
- Cosmesus brunneus Candèze, 1863
- Cosmesus brunnipennis (Schwarz, 1903)
- Cosmesus cinctus Candèze, 1863
- Cosmesus cosmesoides Schwarz, 1906
- Cosmesus cruciger Schwarz, 1904
- Cosmesus depressus Steinheil, 1875
- Cosmesus discicollis Schwarz, 1900
- Cosmesus discoidalis Kirsch, 1870
- Cosmesus drakei Schwarz, 1896
- Cosmesus dubius (Candèze, 1897)
- Cosmesus electus Candèze, 1863
- Cosmesus fasciatus Candèze, 1863
- Cosmesus figuratus Candèze, 1863
- Cosmesus flaveolus Kirsch, 1870
- Cosmesus flavidus Candèze, 1863
- Cosmesus flavipes Candèze, 1893
- Cosmesus flavovittatus Schwarz, 1900
- Cosmesus flavus Schwarz, 1903
- Cosmesus fuscoapicalis Schwarz, 1900
- Cosmesus gracilis Kirsch, 1873
- Cosmesus guttatus Candèze, 1863
- Cosmesus hilaris Candèze, 1897
- Cosmesus humeralis Candèze, 1863
- Cosmesus imitans Candèze, 1897
- Cosmesus incertus (Schwarz, 1900)
- Cosmesus inscriptus Schwarz, 1900
- Cosmesus lateralis Schwarz, 1906
- Cosmesus lineatocollis Candèze, 1863
- Cosmesus lucidus Candèze, 1863
- Cosmesus luteipes Schwarz, 1900
- Cosmesus maculipennis Schwarz, 1900
- Cosmesus marginatus Candèze, 1863
- Cosmesus maurus Candèze, 1863
- Cosmesus mediofasciatus Schwarz, 1906
- Cosmesus minor Candèze, 1863
- Cosmesus minusculus Schwarz, 1904
- Cosmesus mitigatus Candèze, 1893
- Cosmesus monachus Candèze, 1863
- Cosmesus nigerrimus Schwarz, 1902
- Cosmesus nigrans Candèze, 1889
- Cosmesus obliquus Candèze, 1863
- Cosmesus obscurofasciatus Candèze, 1863
- Cosmesus pallidus Guerin-Meneville, 1838
- Cosmesus parvicollis Schwarz, 1902
- Cosmesus pictus Candèze, 1863
- Cosmesus posticinus Schwarz, 1904
- Cosmesus posticus Candèze, 1863
- Cosmesus punctum Candèze, 1889
- Cosmesus quadrimaculatus Candèze, 1863
- Cosmesus retrotactus Candèze, 1893
- Cosmesus robustus Schwarz, 1900
- Cosmesus rugatus Candèze, 1863
- Cosmesus rugifrons Schwarz, 1896
- Cosmesus sexguttatus Candèze, 1863
- Cosmesus sexpustulatus Candèze, 1863
- Cosmesus striatus Candèze, 1863
- Cosmesus sulcifrons Candèze, 1863
- Cosmesus suturalis Steinheil, 1875
- Cosmesus tetraspilotus Candèze, 1893
- Cosmesus tricolor Candèze, 1893
- Cosmesus unilineatus Candèze, 1863
- Cosmesus vulneratus Candèze, 1893